# وادي المساجدي

## وادي المساجدي:
يعد وادي المساجدي أحد الروافد الرئيسية لوادي الغيلانة، حيث أن مسمى وادي الغيلانة يطلق على المجرى الرئيسي الممتد من ملتقى وادي المساجدي بوادي الثمامة إلى روضة خريم، التي تعد مصب ومنتهى وادي الغيلانة. ويقع كامل حوض وادي المساجدي ضمن حدود محمية الإمام عبد العزيز بن محمد الملكية، ومن الناحية الإدارية تشكل اراضي حوضه جزء من محافظة رماح في المملكة العربية السعودية. وتبدأ منابع وادي المساجدي من فيضة المجلس، حيث إن مجاري المياه واضحة المعالم في الفيضة تظهر على الصور في قوقل ماب عند خط طول 46.940967 درجة شرقا ودائرة عرض 25.091106 درجة شمالا، ويلتقي بوادي الثمامة ليشكلا وادي غيلانة عند خط طول 47.138276 درجة شرقا ودائرة عرض 25.362757 درجة شمالا، ويبلغ طول مجراه الرئيسي حوالي 50كم. وبشكل عام، ينحدر وادي المساجدي من الجنوب الغربي نحو الشمال الشرقي، وله عدة روافد أكبرها وادي السعيرة، ومن روافده الأخرى المشهورة شعيب لبجة وشعيب العمياء. ويصرف وادي المساجدي مياه الأمطار في أرض مستطيلة تمتد بين حوض وادي جريذي في الشمال الغربي وحوض وادي خويش الريان في الجنوب الشرقي. ويظهر من صور قوقل ماب أن حوضه يتكون من أرض تكثر فيها التلال، وأن روافده لها فروع كثيرة وقصيرة نسبيا، ويعطي التقاء مجاري المياه في حوضه نمطا شجريا واضحا، ويتضح من الصور أيضا أن لمجاري المياه الرئيسية فه تعرجات انحناءاتها شديدة، إذ أن بعضها قد يكون بزوايا قد تصل إلى 90 درجة. ويظهر من الصور أيضا أن حوض وادي المساجدي يحتوي على غدران كثيرة، تحتفظ بمياه السيول لعدة أشهر، والتي تعد من مناهل المياه الموسمية في العرمة، كما أن الصور تظهر وجود أشجار كبيرة على جوانب مجاري المياه في حوض وادي المساجدي، ويلاحظ أنها تكون أكثر كثافة بالقرب من الغدران الموجودة في حوضه.